# Albignasego
Albignasego és un municipi italià, situat a la regió del Vèneto i a la província de Pàdua. L'any 2006 tenia 20.561 habitants.

## Viles agermanades
- Galanta, Eslovàquia